# Morenito d'Arles
Ne doit pas être confondu avec Rachid Ouramdane.
Morenito d'Arles, né Rachid Ouramdane à Arles (France, département des Bouches-du-Rhône) le 1er janvier 1977, est un matador français.

## Présentation et carrière
Sa première novillada non piquée a lieu à Redessan le 13 avril  1993. Le  6 septembre 1996, il participe à sa première novillada piquée à Arles en compagnie du mexicain Arturo Velázquez « Talin », de  Luis Mariscal  et de la rejoneadora Patricia Pellen,  devant des novillos de la ganadería San Martin,  de Granier frères. Sa carrière de novillero est assez prometteuse. De 1997 à 1999 il coupe plusieurs oreilles. Le  25 juin 2000  il fait sa présentation de novillero en compagnie de José Luis Barrero et de Luis Alfonso Oliveira devant des novillos des élevages El Alamo et La Cardenilla'.
Mais sa carrière ne décolle pas, après son alternative qu'il a prise le 10 septembre 2000, avec pour parrain Juan José Padilla, et pour témoin Antonio Losada, devant Granjero, taureau de la ganadería de Javier Pérez Tabernero.
Après une dernière prestation à Saint-Gilles le 16 octobre  2005, il décide  de devenir banderillero dans la cuadrilla de Juan José Padilla, son parrain d'alternative.
Il fait aussi partie du groupe d'enseignants à l'école taurine d'Arles.